# Rionansa
Rionansa é um município da Espanha na comarca de Saja-Nansa, província e comunidade autónoma da Cantábria. Tem 118 km² de área e em 2021 tinha 1 042 habitantes (densidade: 8,8 hab./km²).

## Demografia
| Variação demográfica do município entre 1991 e 2004 [carece de fontes?] | Variação demográfica do município entre 1991 e 2004 [carece de fontes?] | Variação demográfica do município entre 1991 e 2004 [carece de fontes?] | Variação demográfica do município entre 1991 e 2004 [carece de fontes?] |
| ----------------------------------------------------------------------- | ----------------------------------------------------------------------- | ----------------------------------------------------------------------- | ----------------------------------------------------------------------- |
| 1991                                                                    | 1996                                                                    | 2001                                                                    | 2004                                                                    |
| 1734                                                                    | 1561                                                                    | 1344                                                                    | 1289                                                                    |